# Legio XXII Deiotariana
Legio vigesima secunda Deiotariana ou Legio XXII Deiotariana ("Vigésima-segunda legião de Deiotaro") foi uma legião do exército imperial romano criada em 48 a.C. e debandada durante a Revolta de Barcoquebas (132–135). Seu cognome é uma referência a Deiotaro, um rei celta da Galácia e seu emblema é desconhecido.

## Origem
Esta legião foi criada por Deiotaro, o líder da tribo dos tolistóbogos, que viviam na Galácia, na moderna Turquia. Ele se aliou a Pompeu, um general da República Romana em 63 a.C., e foi nomeado por ele rei de todas as tribos celtas da Ásia Menor, coletivamente conhecidas como "gálatas". Deiotaro arregimentou um exército e o treinou com ajuda dos romanos; em 48 a.C., este exército era composto de 12 000 soldados e 2 000 cavaleiros. Cícero conta que esta força estava dividida em trinta coortes, o que equivalia a mais ou menos três legiões romanas na época. Esta poderosa força apoiou os romanos nas guerras contra o rei Mitrídates VI do Ponto e contribuíram para a vitória na Terceira Guerra Mitridática.
Depois de uma dura derrota contra Farnaces II do Ponto na Batalha de Nicópolis, os soldados sobreviventes do exército de Deiotaro formaram uma única legião, que marchou com Júlio César durante sua vitoriosa campanha contra o Reino do Ponto e lutou com ele na Batalha de Zela (47 a.C.).

### Egito
Quando o Império Romano anexou o Reino Gálata, esta legião, que fora treinada por romanos e lutara sob comandantes romanos, foi totalmente incorporada pelo exército romano. Como Augusto já tinha 21 legiões, esta recebeu o número 22 (XXII). Por ordem do imperador, a vigésima-segunda acampou em Nicópolis (perto de Alexandria, na província do Egito) juntamente com a III Cyrenaica. As duas estavam encarregadas de defender o Egito contra ameaças internas e externas, principalmente originadas na multi-cultural metrópole antiga de Alexandria.
Em 26 a.C., Élio Galo, prefeito do Egito, liderou um campanha contra os reinos núbios e outra para encontrar a chamada Arábia Feliz (atual Iêmem), mas ela terminou abruptamente por causa das pesadas perdas entre as tropas (compostas por romanos, hebreus e nabateus) por conta de fome e doenças.
As perdas não puderam ser repostas e, por isso, em 23 a.C., os núbios, liderados pela rainha Candace Amanirenas, aproveitaram a ocasião e atacaram os romanos e invadiram Elefantina. O novo prefeito do Egito, Petrônio, conseguiu reforços e, depois de bloquear os núbios, marchou Nilo acima até a capital núbia de Napata, que foi saqueada em 22 a.C. É bastante provável que a vigésima-segunda tenha participado de ambas as campanhas.
Depois disto, o front núbio permaneceu calmo por um longo período e as legiões puderam ser utilizadas para outros fins. Os legionários foram utilizados não apenas como soldados, mas como operários e alguns chegaram a trabalhar nas minas de granito de Mons Claudianus. Outros foram enviados para o extremo sul da província e deixaram inscrições nas pedras dos Colossos de Memnon.

### Levante
Sob Nero, os romanos lutaram uma campanha contra o Império Parta (55–63), que haviam invadido o Reino da Armênia, aliado dos romanos. Depois de ganharem (60) e perderem (62) a Armênia, os romanos enviaram a XV Apollinaris, da Panônia, para Cneu Domício Córbulo, legado da Síria. Córbulo, com a XV Apollinaris reforçando a III Gallica, V Macedonica, X Fretensis e a XXII, forçou Vologases I a aceitar uma paz (63) pela qual seu irmão, Tiridates tornar-se-ia rei da Armênia como um cliente romano.
Em 66, judeus zelotes aniquilaram a guarnição romana de Jerusalém e deram início à Primeira guerra judaico-romana. Depois da vergonhosa derrota do legado da Síria (66), Tito Flávio Vespasiano invadiu a Judeia em 67 com a V Macedonica, X Fretensis, XV Apollinaris, um vexillatio de 1 000 legionários da XXII e mais 15 000 soldados de aliados no oriente para iniciar um cerco a Jerusalém (69), uma ação que seria completada por seu filho, Tito, no seguinte. Isto por que, em 69, o famoso "ano dos quatro imperadores", Vespasiano teve que retornar às pressas para a Itália para garantir para si o trono imperial depois da revolta de Galba e a morte de Nero. A XXII se aliou a Vespasiano que, finalmente, tornou-se imperador.
Sob Trajano, a XXII passou a ser chamada oficialmente de "Deiotariana", um termo não-oficial que já vinha sendo utilizado desde a época de Cláudio.
O último registro da XXII Deiotariana é de 119. Em 145. quando uma lista de todas as legiões existentes foi compilada, ela já não mais aparecia. É possível que ela tenha sofrido perdas enormes durante a Revolta de Barcoquebas, apesar de "o desaparecimento da Legio XXII Deiotariana ligado à Revolta de Barcoquebas é incerto e não é amplamente aceito como fato.